# Byeri

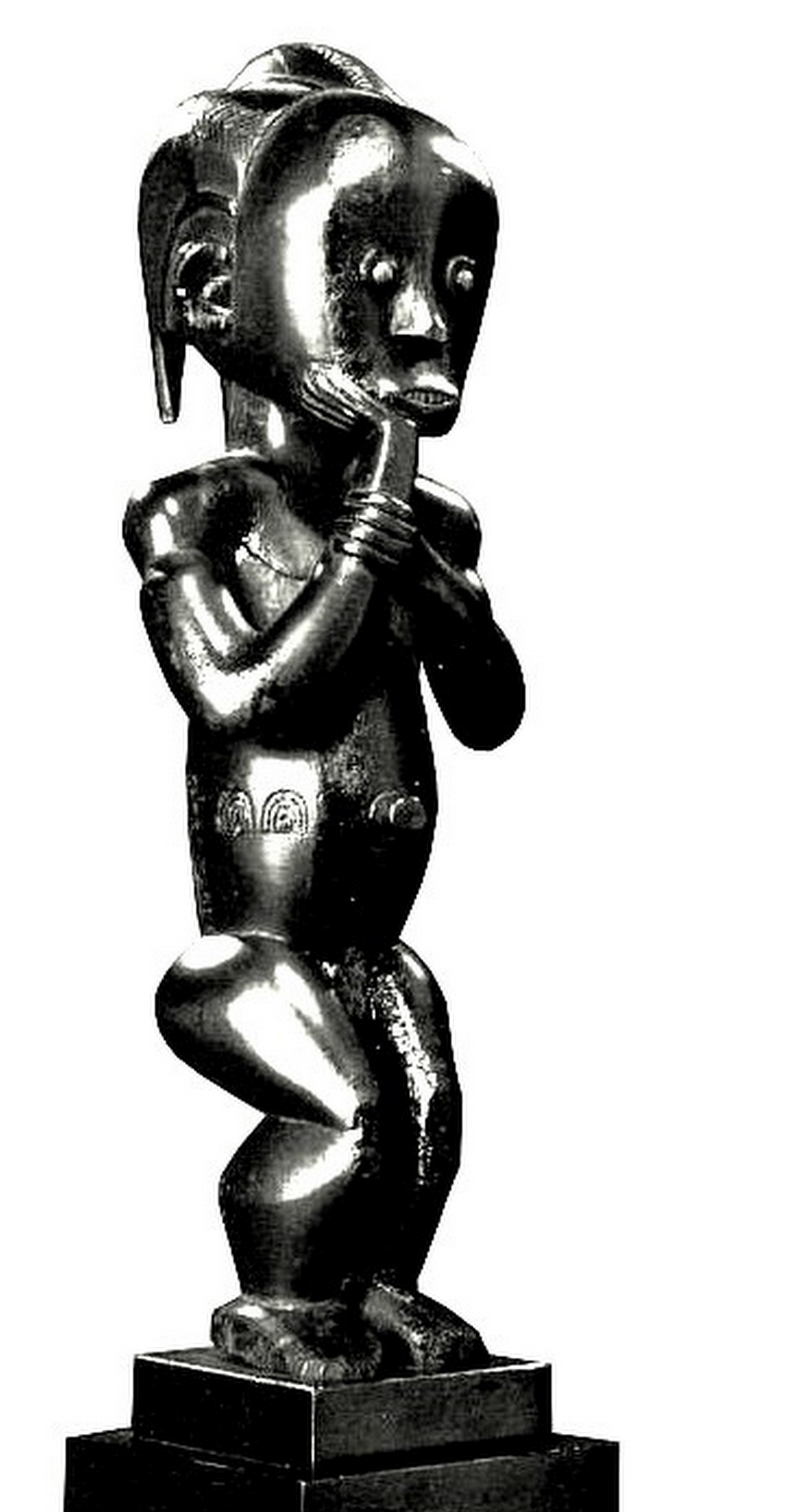
Statuaire Byeri Fang

Le Byeri ou Byer est une société secrète et initiatique masculine pratiquée par les Fangs et Boulou. C'était assurément l'initiation la plus indispensable et la plus importante pour un jeune Fang-Bulu. Les peuples Kota connaissent un culte comparable à celui du byeri des Fang, associant une figure anthropomorphe à un panier reliquaire.

## Description
Le Byeri désigne à la fois des reliques d'ancêtres que chaque famille détenait dans un coffret, une statuette en bois d'environ 25 à 50 centimètres, un rituel et la plante Alan (Melan). Selon Samuel Galley, le byeri c'est le « crâne d'ancêtre fétiche, ou morceau de crâne humain dans une boîte en écorces (nsekh ô byeri). Il y en a plusieurs dans la boîte, et celle-ci est souvent surmontée d'une statuette. Cela représente une divinité. Le Fañ honore le Byeri, il lui fait des offrandes, l'enduit de ba (poudre de bois rouge), de sang ; il lui offre de la nourriture, puis la mange lui-même. Byeri ô ne va, signifie  « il y a ici un Byeri ». Le Byeri est jugé capable de favoriser la chasse et la pêche, de rendre les femmes fécondes, de donner beaucoup de richesses ».
Au-delà du caractère ethnocentriste de cette définition, elle a l'utilité de restituer l'essentiel de ce qui compose le Byeri. En réalité le Byeri n'était pas une divinité au sens occidental du terme mais une connexion directe avec les ancêtres. Ces rites ont été maladroitement qualifiés de paganisme par ignorance profonde des croyances africaines. Ce qu'il convient de dire c'est qu'il s'agit d'un culte familial. De nos jours cette initiation est de plus en plus discrète et secrète, car durant la colonisation ce culte, comme la totalité des cultes africains, a été violemment combattu par les missions occidentales. Accusés à tort de paganisme et de satanisme par les occidentaux qui ignoraient totalement ce que c'était, le Byeri comme d'autres cultes a dû résister pour survivre. Aujourd'hui, par la prise de conscience et en dépit des virulentes attaques des églises chrétiennes, le Byeri connaît une véritable renaissance.[réf. nécessaire]

## Origines
L'origine du Byeri reste encore assez mal connue en raison d'absence de travaux historiques approfondis sur la question. Cependant, certains auteurs ont tenté de donner des pistes sur l'origine de ce rite ancestral. À partir d'une approche sémiotique, Nicolas Mba-Zuè tente d'élucider le problème. Il part d'un mythe qui met en jeu Nzame Si (l'aîné) et Nzame Yo (le cadet) dans le récit Mitsim. Le Byeri, pour cet auteur peut se résumer à ceci : l'Homme est égal au Byer qui est égal à la vie.
Pour Jean-Marie Aubame, l'origine du Byeri viendrait justement du culte voué à Nzame Ye Mebeghe. En effet, « c'est Nzame Ye Mebeghe qui, avant de quitter les hommes, a légué l'Alan aux Fangs pour établir le contact avec lui. Tu ne devras manger aucune autre herbe. Va au village de Nzame Ye Mebeghe, fais un bon voyage, retiens les avis, les conseils, et les interdits qui te seront donnés. Que cela soit ainsi ! C'est ainsi »
L'origine du Byeri serait aussi liée à la migration ou à l'exode du peuple Fang-Bulu. Paul Mba Abessole précise pour sa part que l'origine du Byeri à proprement parler date de la mort de Nane Ngoghe. En effet, c'est durant la marche dans le désert que Nane Ngoghe trouva la mort. Au moment de son départ, elle recommanda à ses enfants de conserver son crâne auprès d'eux afin de les protéger et de perpétuer sa descendance.

### Culte ancestral

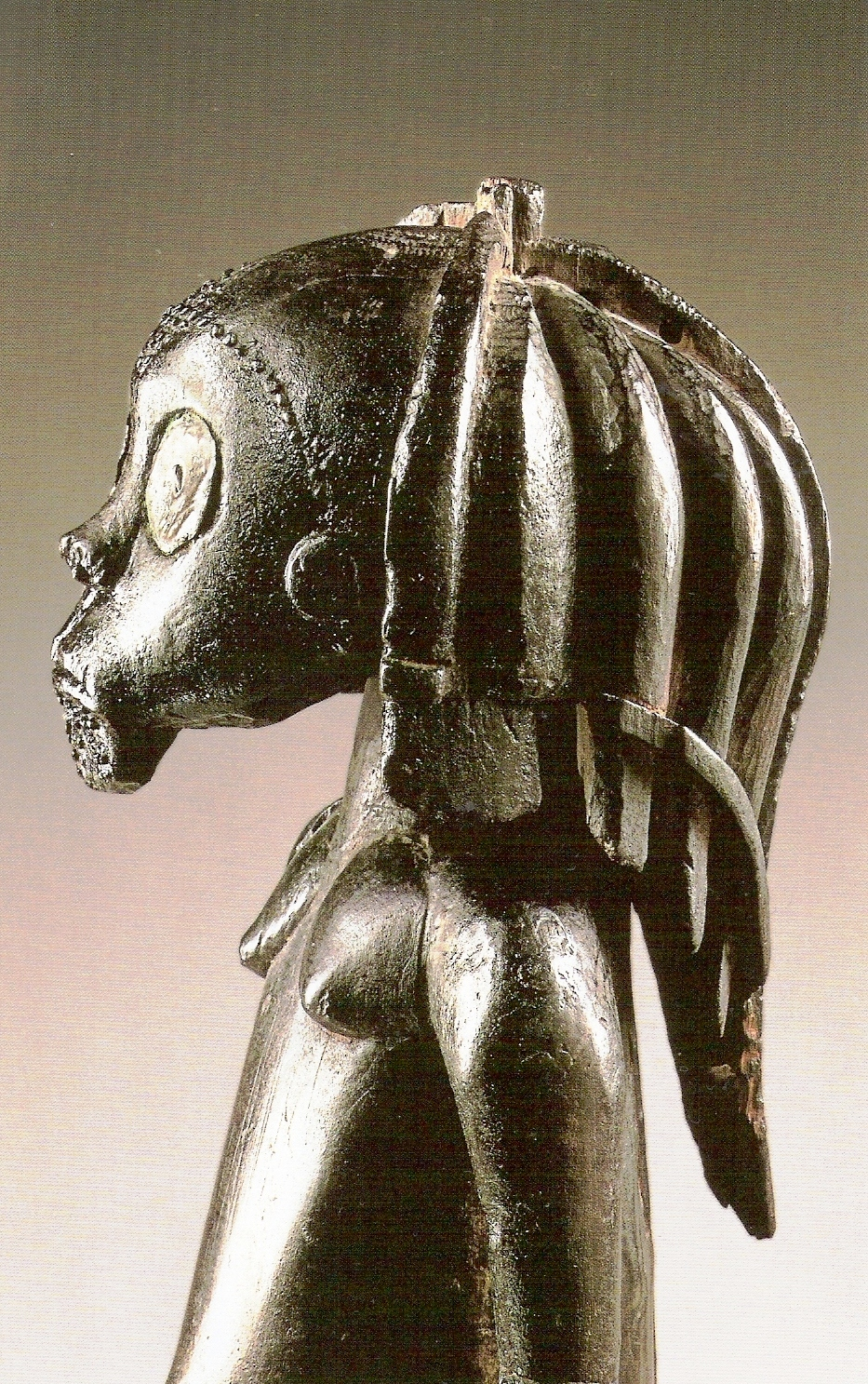
vue d'une statuaire de Byeri

À l'origine le Byeri est un culte ancestral qui permet d'établir un lien permanent entre les vivants et les ancêtres. Le Byeri c'est à la fois le culte et un ensemble d'enseignements lié au lignage et à la famille. Dans la conception Fang-Bulu, « l'ancêtre est l'axe de la société, le garant du monde vivant et de la vie future. A lui se rattachent directement ou indirectement les manières de faire, les croyances, les rites, l'organisation sociale ». En clair, le Byeri ordonnançait la vie politique, sociale et religieuse. Ainsi, au cœur de ce dispositif se trouve le père ou l'aîné de la famille (Nda-e-Bot). Il est en quelque sorte le dépositaire et l'intermédiaire entre l'ancêtre ou les ancêtres et les vivants. Dans ce sens, la connaissance de la généalogie (Endane) et sa transmission relie chaque Fang-Bulu à l'ancêtre primordial, à Dieu, à Nzame Ye Mebeghe. C'est à lui que sont dédiées les prières, les lamentations et les adorations, mais aussi les offrandes.
Le rite en lui-même met en présence la plante Alan (Hylodendron gabunense), un Nsekh Byer (coffret cylindrique contenant le Byeri) et un Eyema Byeri (Statuette de Byeri). L'initiation est organisée dans un lieu secret pour les non-initiés et pour les femmes en général. Les reliques sont souvent composées d'ossements d'ancêtres ayant démontré leur esprit de rassemblement, de sagesse, de bravoure ou de fécondité. Le crâne et les tibias sont les os privilégiés pour leur longévité et surtout pour leurs pouvoirs mystiques.

## Byeri et croyances
Il est important de noter que le Byeri ne peut se comprendre sans avoir à l'esprit la conception endogène des croyances de ce peuple. Il est impossible d'ignorer la notion d'Evüs. L'Evüs désigne, une énergie, une puissance, une force ou un pouvoir logée dans l'abdomen de tout individu. Cette force mystérieuse est aussi assimilée à une petite bête qui ressemblerait un crabe. Un humain peut d'ailleurs posséder plusieurs Bivü (pluriel de « Evüs »). La nature de chaque Evü varie en fonction du degré de cette énergie. Ainsi, on distingue trois catégories d'individus selon leur niveau d'Evü. On a Mye-Mye, Ñgoleñgol et Ñnem.
Le Mye ou Mye-mye désigne un individu qui ne détient pas d'Evü dans le corps. Il peut aussi signifier que la personne aurait les yeux complètement fermés et donc serait une innocente qui ne participe ignore le monde du Ngwel. Cette innocence ou naïveté serait même une sorte de protection ou de bouclier de défense. Ensuite nous avons le Ñgoleñgole qui peut se définir comme toute personne possédant l'Evüs mais qui ne s'en sert pas. Cette personne détiendrait un Evüs inactif ou passif, donc inoffensif. On dit de cette personne qu'elle n'est pas mauvaise car elle ne sort pas en vampire; elle ne mangerais pas les gens. Cependant cet Evüs peut être réveillé ou activé un Nnem. Il peut arriver que le Ñgoleñgole s'en serve uniquement pour faire du bien ou pour observer ceux qui vont en vampire ou font la sorcellerie (Ngwel). On dit qu'il voit sans être vu
Enfin, un Nnem ou (Beyem) c'est celui qui possède un ou plusieurs Bivüs.et qui s'en sert pour faire du mal. Il mange la chair humaine et va en vampire pour se nourrir. Etymologiquemment, les Beyem ce sont ceux qui connaissent et qui détiennent des pouvoirs et des savoirs mystérieux. Les Beyem se transformeraient la nuit en chauve-souris et en hiboux.
Comme on peut le voir, l'Evüs varie selon les personnes et serait un pouvoir neutre dont on peut se servir pour faire du mal ou du bien. Ce qu'il faut préciser c'est que l'Evüs s'acquiert de façon diverses. Les notions d'Akomga et d'Akaghe permettent de comprendre les modalités d'acquisition de l'Evüs.

## Statuaire

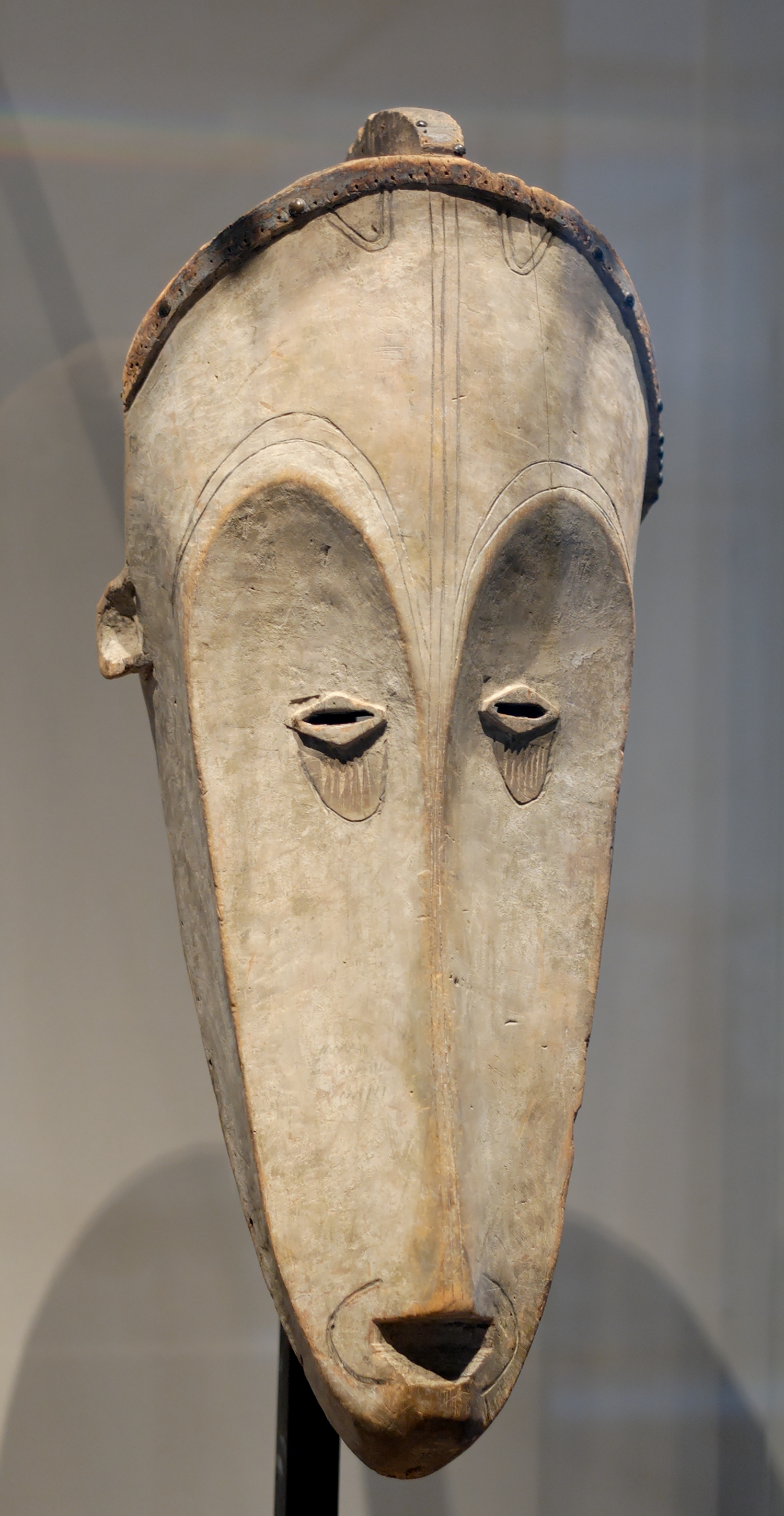
Fang mask Louvre MH65-104-1

À la différence du rite, la statuaire du Byeri est très connue des marchés d'art et des musées occidentaux. En effet, les reliquaires Byeri ont acquis une très solide réputation. Ces statuaires sont très prisées par les collectionneurs, les ethnologues et les musées. Les ventes et les expositions de ces objets continue de drainer du beau monde. À plusieurs reprises d'ailleurs les reliquaires Byeri comme les masques Ngil connaissent des prix record sur le marché de l'art africain.
En juin 1990, un reliquaire Byeri de la région de Chinchoua (près de la Pointe Denis dans la province de l'Estuaire du Gabon) avait été vendu à 2,5 millions de Francs français. Depuis lors, les prix des Byeri continuent de s'envoler. Comme en 2001 et 2006, la vente d'un reliquaire Byeri a atteint le million d'euro en 2001 avec la belle vente aux enchères de 2,5 millions d’euros pour une extraordinaire figure de reliquaire byeri Fang Mvaï du Gabon. Cette bonne santé des reliquaires de Byeri témoigne de la curiosité que continuent de susciter cette « laideur pahouine ».
Ce succès est probablement dû aux techniques de sculptures de ces belles patines parfois suintantes. Le peuple Fang-Bulu « a transcrit dans le bois l'une des plus raffinées sculptures funéraires que l'humanité ait créées. Hiératiques et figés pour l'éternité, balançant entre délicatesse et sévérité, les gardiens-reliquaires appartenant au culte du Byéri séduisent par leur classicisme et l'harmonie de leurs proportions. Ce sont incontestablement de grands sculpteurs qui ont taillé dans le bois ces figures luisant encore sous leur belle patine. Le front haut et bombé, le regard hypnotique souligné par de lumineuses rondelles de laiton, ces noirs messagers sont à mi-chemin entre le monde des morts et celui des vivants : ni vieux, ni jeunes, ni présents, ni absents ». Cette technique sculpturale a été examinée avec précision par l'ethnologue français Louis Perrois durant plus d'une cinquantaine d'années dans de nombreuses publications scientifiques ainsi que par des contributions sur les catalogues consacrés à l'art Fang (http://horizon.documentation.ird.fr/exl-doc/pleins_textes/divers09-06/05942.pdf).
Aujourd'hui, l'art africain en général soulève de nombreuses questions dont les plus épineuses restent celles du retour et des modalités d'acquisitions de ces objets. Acquis pour la plupart dans des conditions douteuses par des explorateurs, des marins, des administrateurs coloniaux, des missionnaires et des ethnologues occidentaux, les reliquaires, masques, statuettes et autres objets africains continuent d'alimenter la polémique quant au remboursement ou au versement de devises aux pays africains qui ont été pillés.